# Marlene Neubauer-Woerner

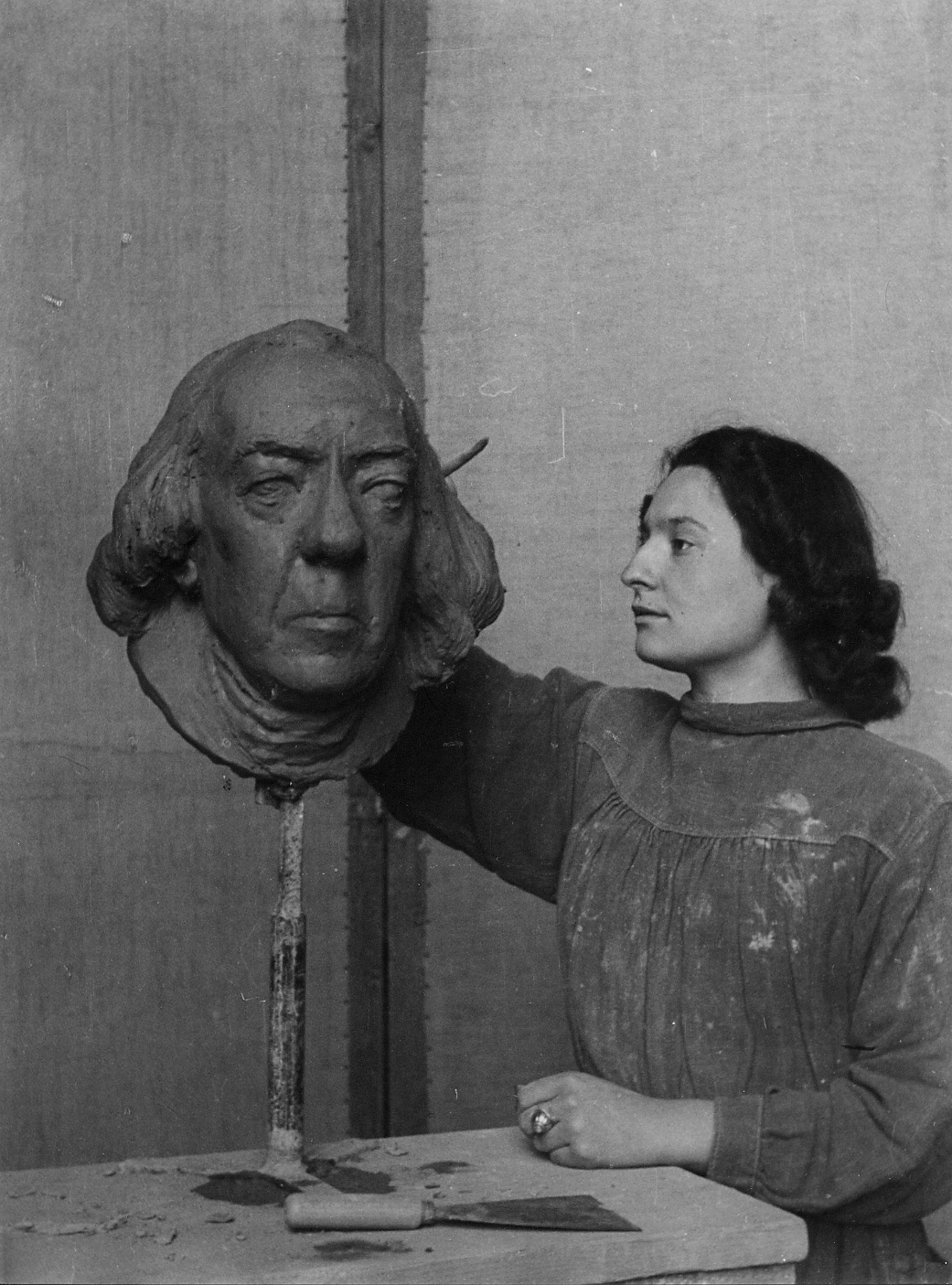
Marlene Neubauer-Woerner bei der Arbeit in der Münchner Akademie

Marlene Neubauer-Woerner (* 25. August 1918 in Landshut; † 1. Januar 2010 in München) war eine deutsche Bildhauerin.

## Leben
In ihren Kinderjahren besuchte Neubauer-Woerner zunächst die siebenjährige Seminarübungsschule. In den Jahren 1932 bis 1936 besuchte sie die staatliche Fachschule für Keramik in Landshut, die sie im Alter von nicht ganz 18 Jahren als Meisterin abschloss. Der Frankfurter Kunsthistoriker Albert Rapp (1888–1969) erkannte bereits früh das Talent der jungen Frau und förderte es in seiner Eigenschaft als Museumskurator nach Kräften. Nach einer kurzen Zeit als Keramikdesignerin in thüringischen Manufakturen bewarb sie sich 1936 als erste Frau bei Josef Henselmann an der Akademie der Bildenden Künste München und begann trotz Widerständen ihr Studium der Architektur-Bildhauerei. 1942 wechselte sie als Meisterschülerin zu Richard Knecht. Im selben Jahr heiratete sie Heinrich Neubauer in Erlangen, der nach der Hochzeit sofort wieder zurück an die Ostfront musste. 1943 wurde Heinrich Neubauer unabkömmlich gestellt und das Paar wohnte bei einer Tante in der Münchner Fürstenstraße. Dort wurden sie ausgebombt und fanden Unterschlupf in Bernried am Starnberger See. Heinrich Neubauer arbeitete dort nachts in der Forschungsstelle der Post und studierte tagsüber Elektrotechnik in München.
1946 erhielt das Paar auf Betreiben des Malers Julius Hüther die Genehmigung, wieder nach München zu ziehen. Sie ließen sich in der Georgenstraße 26 in Schwabing nieder. Da Henselmann nicht verwunden hatte, dass Marlene Neubauer-Woerner 1942 zu Knecht wechselte, nahm er sie nicht mehr in seine Klasse auf. Deshalb hospitierte sie eine Zeit lang bei dem Bildhauer Heinrich Kirchner, der sie in seinem Atelier weiter arbeiten ließ. Der Anfang als freiberufliche Bildhauerin war in dieser Zeit schwer und so hielt sich das Paar mit Keramikarbeiten über Wasser, die Heinrich in einem selbst gebauten Ofen brannte und Marlene bei den Bauern im Umland gegen Essbares eintauschte. 1947 wurde der einzige Sohn der Bildhauerin, Rainer, geboren.

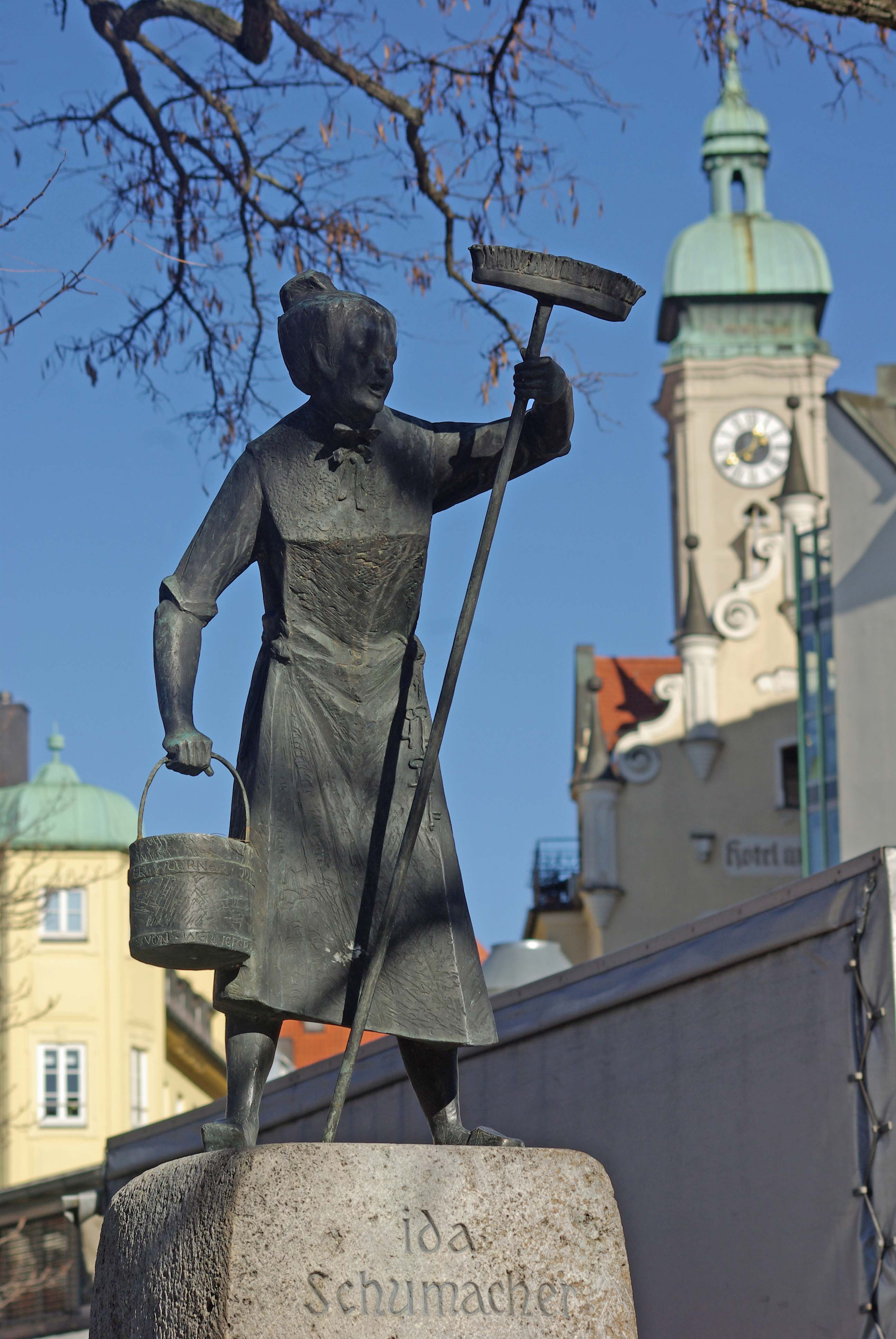
Ida-Schumacher-Brunnen am Münchner Viktualienmarkt

## Werk
Als ausgewiesene Architekturbildhauerin schuf sie nach dem Krieg eine Vielzahl von Skulpturen für öffentliche Auftraggeber (vor allem die Stadt München, den bayerischen Staat und kirchliche Institutionen). Zu ihren Hauptwerken gehören: Der große Engel vor der Basilika in Ottobeuren, das Mädchen auf Delphin im Münchner Westbad, die große Daphne in München und der Flötenspielerbrunnen in Traunreut. Von ihr stammen zahlreiche Brunnen in bayerischen Städten; am bekanntesten ist der Ida-Schumacher-Brunnen, ein Werk aus Bronze und Muschelkalk, das am 23. September 1977 auf dem Viktualienmarkt in München enthüllt wurde.

## Ehrungen und Mitgliedschaften
1978 erhielt sie den Schwabinger Kunstpreis; 1984 wurde ihr der Bayerische Verdienstorden verliehen. Die Städte Köln, Wien, Paris und Athen ehrten sie mit Medaillen. 1987 wurde sie als Ehrengast der Villa Massimo in Rom aufgenommen. Im Jahr 2008 verlieh ihr die Stadt München in Anerkennung ihres Lebenswerks die Medaille „München leuchtet – Den Freunden Münchens“ in Silber. Sie war seit 1952 Mitglied der Künstlergruppe Sezession in München, deren Ausstellungsjury sie in den Jahren 1953 bis 1985 angehörte. Sie engagierte sich in der GEDOK für die Belange der Frauen in der Kunst. Marlene Neubauer-Woerner lebte und arbeitete bis zu ihrem Tod in München.

## Ausstellungen
Zwischen 1949 und 1989 stellte sie regelmäßig im Haus der Kunst in München aus. In vielen Einzel- und Gruppenausstellungen im In- und Ausland war sie vertreten (zum Beispiel Einzelausstellungen in der Münchner Residenz, im Landshuter Rathaus, Gruppenausstellungen im Musee d’Art Moderne in Paris, Palais Zappion in Athen, Palazzo Nazionale in Rom, Palais Pálffy in Wien). Ihr Sohn, Rainer Neubauer, hat im Oktober 2013 148 ihrer Werke (in der Hauptsache Bronzen) in die Schulstiftung Seligenthal in Landshut eingebracht. Auf dem Gelände des Klosters Seligenthal sind einige Großplastiken der Künstlerin der Öffentlichkeit bereits zugänglich. Seit Abschluss der Gebäudesanierungen und dem Festakt vom 27. Juli 2016 ist dort die Sammlung Marlene Neubauer-Woerner zu sehen.

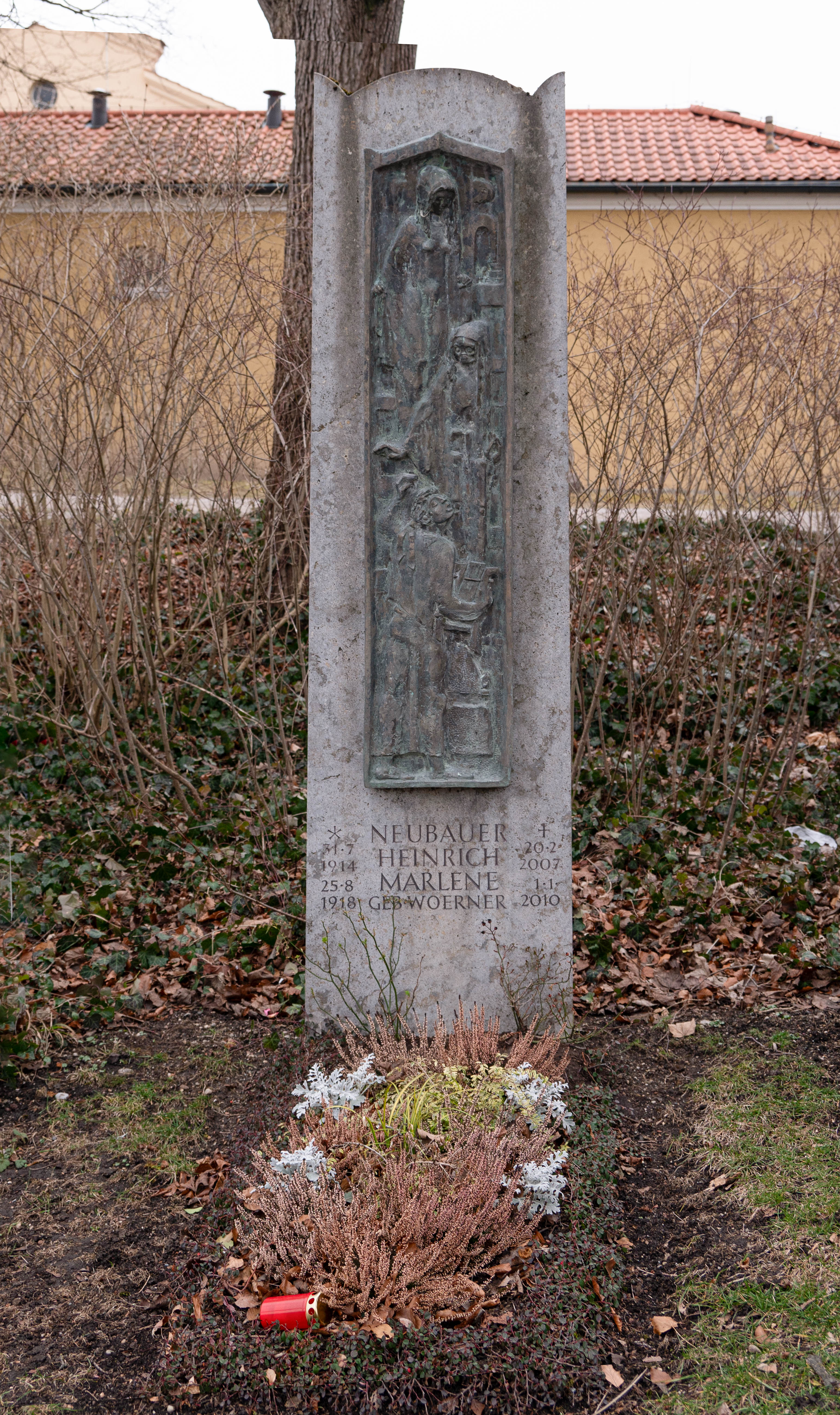
Grab von Marlene Neubauer-Woerner

## Grabstätte
Die Grabstätte befindet sich auf dem Nordfriedhof in München (54-1-09).